# Indústria càrnia

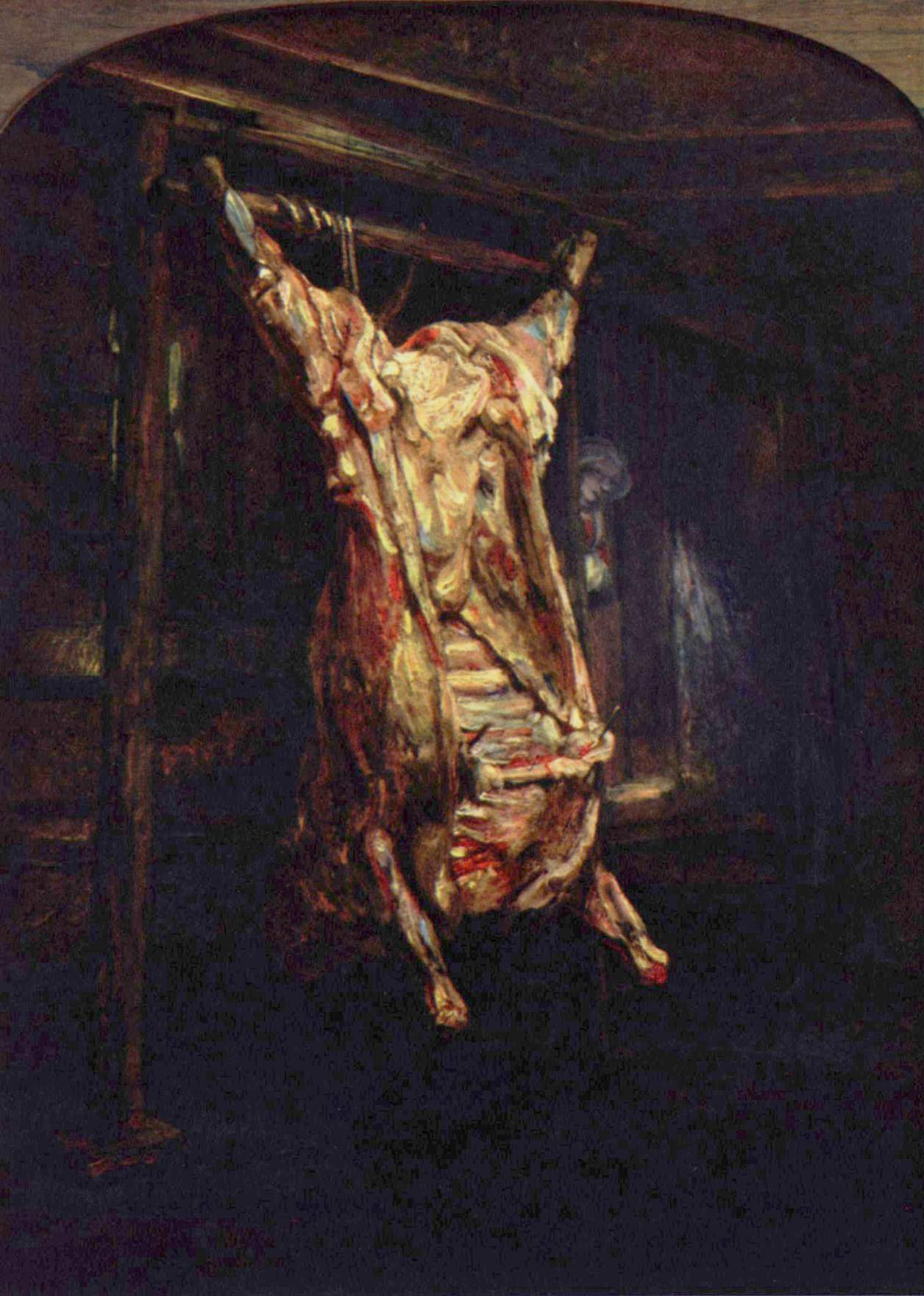
Una carcassa d'animal pintada per Rembrandt.

La Indústria càrnia  és un tipus d'indústria alimentària encarregada de produir (sacrifici d'animals), processar i distribuir la carn d'animals als centres de consum. Aquests centres solen ser en la majoria dels casos grans mercats de ciutats. La producció queda sota la responsabilitat de la ramaderia/caça sent el sacrifici dels caps el primer pas de la cadena de producció de les indústries càrnies.

## Evolució històrica
Les granges extensives passaren a convertir-se al model industrial pel segle xx, apareixent les granges intensives. Aquestes granges intensives primer foren solament de pollastres, després de porcs i finalment s'aplicà a les granges de ramat. Amb les granges intensives, els animals ocupen menys terra i creixen més ràpid que el model anterior. El creixement freqüentment és accelerat amb l'ús d'antibiòtics, cosa que prohibí la Food and Drug Administration a principis del 2017.
Davant aquest model va aparèixer el moviment orgànic, amb escàs impacte a la indústria avui en dia.

### Estat Espanyol
Durant la dècada de 2010 la indústria càrnia espanyola es va expandir per la gran demanda vinguda dels habitants de la República Popular de la Xina. La mà d'obra provingué principalment de l'ús de falsos autònoms.

## Característiques
La indústria càrnia és la indústria d'alimentació que major volum de vendes mou. Aquest tipus d'indústria alimentària treballa amb les matèries primeres de la carn procedent del sacrifici de bestiar per al consum humà del porcí, el bestiar boví, principalment. En algunes ocasions també el bestiar equí i els camells. L'escorxador és l'element inicial del procés d'elaboració i les seves procés específics són el  sacrifici  i el  desossat , els treballadors d'aquesta indústria, independentment del tipus de carn, solen estar molt especialitzats en l'especejament de la carn. Part de la carn es dedica directament al consum humà, i part es porta a altres indústries de processament d'embotits diversos, fumat, enllaunat, menjar d'animals. La indústria càrnia sol tenir com  output  de producció la carn congelada, la carn picada, o la carn fresca oferta en diversos talls.

### Carns a Conserva
Com que la carn és un aliment perible resulta necessari que part de la producció càrnia se sola destinar conservació, millorant així la seva distribució. Destro de les tècniques de conservació es troben les carns enllaunades i les que són elaborades a embotits diversos. Les tècniques de maduració en aquests casos poden anar des de l'assecat a l'aire (cecina), el preparat de salaons (un exemple són els pernils) i el més freqüent que és congelat (inclòs en el processament per cadena de fred).

### Carns processades
Les carns processades solen provenir de carn picada destinada a altres usos com pot ser l'elaboració d'embotits. La carn picada sol portar la part  menys noble  dels magres. Sol dedicar-se a l'elaboració industrial de sopes i brous instantanis, d'embotits diversos (que poden anar des d'una salsitxa fins a un xoriço). La preparació de carn per a hamburguesa dedicada a grans cadenes i franquícies.

### Carn fresca
Les canals dels animals sacrificats sol dedicar-se en alguns casos a la venda directa a mercats els clients són el restaurant i el majorista. Aquestes carns es poden especejar "sota demanda" a la carnisseria i acaben cap a l'usuari final.

## Subproductes
La indústria càrnia sol tenir altres productes com ara les vísceres dels animals. En altres casos es tenen les farina de carn i la farina d'os, emprats en la producció posterior de pinsos per a l'elaboració de suplements proteics en l'elaboració de pinsos per a l'alimentació animal i de mascotes. El sèu (que potn participar en l'elaboració de sabons). La gelatina obtinguda per hidròlisi parcial del col·lagen de les fibres musculars. En molts casos les pells acaben a la indústria del cuir mitjançant l'adobament d'aquestes.

## Aspectes mediambientals
La indústria càrnia sol tenir un nombre elevat de deixalles, i aquests causen diversos impactes ambientals. Per regla general els causants d'aquest impacte són els escorxadors i les sales de desfer. L'impacte sol provenir d'un elevat consum energètic en el seu processat (procedent de les cambres frigorífiques de grans dimensions), així com d'aigua (emprada en la higienització d'espais). La generació de deixalles sol tenir la forma de pèls, budells, sang residual, i contingut dels budells.
L'emissió de gas amb efecte d'hivernacle és una característica de la indústria però la mesura encara no ha trobat consens, variant entre un 6 i 32%.

## Aspectes de la salut dels consumidors i similars
L'abús dels antibiòtics, utilitzats per a l'acceleració del creixement dels animals captius, genera que els bacteris muten desenvolupant una resistència als antibiòtics. Aquests bacteris passen als humans per contacte amb els animals, amb la carn crua i al consumir carn poc cuinada provocant una estimació estadística de 23.000 morts anuals d'estatunidencs i 400.000 estatunidencs malalts anuals per contagi via consum. Segons un article publicat el 2018, aquest fet fa que siga un element que mereix preocupació de la salut pública.